# بوليوس
بوليوس (بالروسية: Полюс، وتعني القطب) كان نموذجًا أوليًّا لمنصة سلاح مدارية، صُممت لغرض تدمير الأقمار الاصطناعية الأمريكية التي تعمل ضمن مبادرة الدفاع الاستراتيجي باستخدام مدفع ليزر ثنائي أكسيد الكربون. احتوت المركبة وحدة حمولة وظيفية مشتقة من مركبة تي كا إس، هذه الوحدة كانت لتستخدم في التحكم بالمدار ويمكنها إطلاق أهداف اختبارية لاستعراض نظام التحكم بالنيران.

## التاريخ
انطقلت مركبة بوليوس في 15 مايو 1987 من الموقع 250 في ميناء بايكونور الفضائي، وكانت هذه الرحلة أول إطلاق لمنظومة إنرجيا، لكن المركبة أخفقت في الوصول إلى المدار المحدد.
وفقًا لتصريحات يوري كورنيلوف، كبير المصممين في مكتب تصميمات ساليوت، فقد منع ميخائيل جورباتشوف أي اختبارات للمنصة في المدار، وذلك أثناء زيارة جاءت قبل وقت قصير من الإطلاق. ووفقًا لتصريحات يوري كورنيلوف مرة أخرى فقد كان جورباتشوف قلقًا من أن ترى الحكومات الغربية هذا النشاط السوفيتي محاولة لوضع سلاح في الفضاء وأن هذه المحاولة ستتعارض مع بيانات سوفيتية سابقة تهدف للتأكيد على النوايا السلمية.
وضعت الحمولة رأسًا على عقب لأسباب تقنية. وكان التصميم يقضي بأن تنفصل الحمولة عن صاروخ إنرجيا ثم تدور 180 درجة على محور الانعراج و90 درجة على محور الالتفاف ثم تشغل محركها لتصل إلى المدار. أدى صاروخ إنرجيا مهمته وفق البرنامج المحدد، لكن بعد الانفصال عنه، دارت مركبة بوليوس 360 درجة بدلًا من 180 درجة. وعند تشغيل المحرك، تباطأت المركبة واحترقت فوق جنوب المحيط الهادئ. أُرجع سبب هذا الإخفاق إلى نظام توجيه بالقصور الذاتي معيب لم يختبر كما يجب بسبب ضغط الإنتاج المتسرع.
بعض من معدات مشروع بوليوس استخدمت في عدة مركبات سوفيتية وروسية أخرى.

## المواصفات
- الطول: 37.00 متر
- القطر: 4.10 متر
- الوزن: 80,000 كيلوجرام
- مركبة الإطلاق: إنرجيا
- المدار المحدد: ارتفاع 280 كلم، بميل 64 درجة
- نظام التهديف: بصري وراداري ومصوب ليزري للتهديف النهائي
- التسليح: مدفع ليزر ثنائي أكسيد الكربون بقوة 1 ميجاواط